# Первомайский район (Чувашская АССР)
Первомайский район — упразднённая административно-территориальная единица в составе Чувашской АССР, существовавшая в 1935—1959 годах. Административный центр — первоначально село Тарханы, позднее — село Первомайское.
Был образован в составе Чувашской АССР 9 января 1935 года как Тархановский район. В состав района вошли следующие сельсоветы:
- из Больше-Батыревского района: Абамзинский, Балабаш-Баишевский, Больше-Арабузинский, Больше-Чеменевский, Кокшановский, Мало-Арабузинский, Нижне-Бюртли-Шигалинский, Нижне-Турмышский, Норваш-Шигалииский, Сигачинский, Тархановский и Шаймурзинский
- из Ибресинского района: Балабаш-Нурусовский, Кубнинский, Мало-Кармалинский и Шераутский
- из Алатырского района: Старо-Айбесинский.

21 января 1939 года Тархановский район был переименован в Первомайский район, а его центр перенесён из села Тарханы в село Большие Арабузи, переименованное при этом в Первомайское.
По данным 1945 года Первомайский район включал 19 сельсоветов: Абамзинский, Балабаш-Баишевский, Балабаш-Нурусовский, Больше-Чеменевский, Кокшановский, Кубнинский, Липовский, Мало-Арабузинский, Мало-Кармалинский, Нижне-Бюртли-Шигалинский, Нижне-Турмышевский, Норваш-Шигалииский, Первомайский, Сигачинский, Старо-Айбесинский, Тарханский, Татарско-Шурутский, Шаймурзинский и Шераутский.
14 июня 1954 года в Первомайском районе Балабаш-Нурусовский с/с был переименован в Бахтигильдинский с/с. 14 июля 1959 года Первомайский район был упразднён, а его территория разделена между Батыревским и Комсомольским районами.